# Antonio de Zamora
Antonio de Zamora, född 1 november 1660 i Madrid, död 7 december 1727 i Ocaña, var en spansk dramatiker och poet. 
En "romance de arte mayor" med titel Epinicio métrico. Prosphonema numeroso drog till sig Filip V:s uppmärksamhet och kungen gav honom hovtjänst. Därunder skrev han åtskilliga dramer för el Coliseo de Buen Retiro, och 1717
utgav han en upplaga av Calderóns Autos. År 1734 publicerade Zamora en dramatisk antologi, Ameno jardin de comedias, innehållande 14 komedier. 
Zamora tog Calderón som mönster och skrev många dramer, komedier och även ren lyrik. Hans förnämsta arbeten är Mazariegos y Monsalves, El convidado de piedra om Don Juan, Cada uno es linaje aparte, y los Mazas de Aragón, La dejensa de Cremona och Siempre hay que envidiar amando samt El hechizado por fuerza, som ännu på 1900-talet spelades på spanska teatrar.